# ISS Facility Services Holding
Die ISS Facility Services Holding GmbH ist ein Serviceunternehmen im Bereich Gebäudemanagement & Workplace Experience mit Sitz in Düsseldorf. Die Dienstleistungen umfassen Technisches Gebäudemanagement (darunter den Betrieb von Rechenzentren), Reinigung, Capital Projects (Bauen im Bestand), Food Services, Sicherheitsdienste sowie Property Management.
Im Geschäftsjahr 2024 erwirtschaftete ISS (International Service System) in Deutschland einen Umsatz von 766 Millionen Euro und beschäftigte ca. 10.300 Mitarbeitende.
Der Mutterkonzern ISS A/S wurde 1901 in Kopenhagen, Dänemark, gegründet, wo sich bis heute der internationale Hauptsitz des Unternehmens befindet. Der Eintritt in den deutschen Markt erfolgte 1960.
2019 übernahm die ISS Facility Services Holding GmbH Mitarbeitende von STRABAG PFS.
Der ISS DOME in Düsseldorf war bis 2020 nach dem Unternehmen benannt.

## Tochterunternehmen in Deutschland
2015 wurden unter dem Dach der deutschen ISS Facility Services Holding GmbH verschiedene Tochterunternehmen gegründet. Diese sind auf Kunden verschiedener Branchen und Größenordnungen spezialisiert. Die Tochterunternehmen sind:
- ISS Automotive Services GmbH
- ISS Communication Services GmbH
- ISS Energy Services GmbH
- ISS Integrated Facility Services GmbH